# Julio Fedel
Julio César Fedel fue un actor de cine, teatro y televisión y un actor y director de doblaje argentino.

## Carrera
Fedel descolló su carrera en cine en películas en roles secundarios en filmes, generalmente protagonizados por Jorge Porcel, tal fue el caso de El gordo de América (1976), Te rompo el rating(1981) en el que también estuvieron Moria Casán, Javier Portales y Gino Renni,Los doctores las prefieren desnudas (1979) Un terceto peculiar (1981) con Moria Casán y Susana Giménez, y Las mujeres son cosa de guapos (1981) también junto a Alberto Olmedo, Moria Casán y Susana Giménez. En 1984 trabajó en el drama Atrapadas  estelarizada por Leonor Benedetto, Betiana Blum y Camila Perissé. Trabajó bajo la dirección de Hugo Sofovich, Aníbal Di Salvo y Gerardo Sofovich. Luego trabajó en la comedia  Las minas de Salomón Rey (1986) con Rolo Puente, Tristán, Susana Traverso y  Reina Reech. Su última película fue en 1991 con Expertos en ortología con Tristán
Actuó en televisión desde la década del 1960, destacándose en el ciclo Don Jacobo, junto a Adolfo Stray. Dedicado en especial al género de la comedia, acompañó además a distintos capocómicos en sus ciclos televisivos. Uno de los más recordados es No toca botón, junto a Alberto Olmedo.
En teatro se destacó en especial en El despiplume sigue andando y en variadas revistas y comedias.
También se desempeñó desde mediados de 1977 hasta su muerte (a fines de 1990) como maestro y director de doblaje cinematográfico en la Asociación Argentina de Actores como lo fue con la película de 1969, The office executive. El estudio Tecnofilm y Solano Producciones lo tuvo como director durante dos décadas a cargo de doblajes memorables de películas de largo y cortometrajes, de series y documentales. Su asistente durante años fue el compañero Raúl Rossi.
En cuanto a su vida privada estuvo casado con la actriz y vedette Katia Iaros, de la cual se divorció. En 1996 formó parte de un escándalo cuando fue acusado de corrupción y malversación de fondos  junto a otros dos actores Omar Tiberti (secretario administrativo) y Enrique Mazza (vocal de la secretaría gremial). Juan Borrás, presidente del gremio de actores en ese entonces habló sobre ese tema: 

"Nosotros reconocemos que tres dirigentes hicieron uso abusivo de sus facultades y se otorgaron autocréditos por montos muy superiores a lo que la Asociación da normalmente, pero eso lo salimos a denunciar nosotros mismos y esas tres personas fueron separadas de sus cargos y ya están devolviendo el dinero".

## Filmografía
- 1991: Expertos en ortología
- 1985: El telo y la tele como Encargado de la casa de masajes.
- 1986: Las minas de Salomón Rey como Segundo ladrón.
- 1984: Atrapadas
- 1981: Las mujeres son cosa de guapos
- 1981: Un terceto peculiar como Asistente de dirección.
- 1981: Te rompo el rating como  Asesino en el aeropuerto.
- 1976: El gordo de América como Julio.

## Televisión
- 1981/1987: No toca botón.
- 1968/1973: Don Jacobo.

## Teatro
- 1982: La cosa se esta poniendo peluda, dirigida por Hugo Sofovich, con Don Pelele, Tristán, Edda Bustamante, Petty Castillo, Pepe Armil, el turco Salomón, Míster Satani, Norma Serein, Silvia Peyrou y Nancy rey.
- 1973: El despiplume sigue andando (en teatro Maipo), con Juan Carlos Calabró, Haydée Padilla, Jorge Porcel, Beba Granados, Pochi Grey, Oscar Valicelli y Susana Rubio.
- 1972: Gran despiplume en el Maipo (Teatro Maipo) protagonizada por Jorge Porcel y Nélida Lobato con Haydée Padilla, Juan Carlos Altavista, Norman Briski, Mónica Lander, Elizabeth Aidil, Oscar Valicelli, Karen Mails y The Royal Blue-bell Girls.
- 1970: Primero, ¿Qué?, con Pedro Buchardo, Alba Castellanos y Ana Marzoa.[7]